# Тимелія ясноока
Тиме́лія ясноока (Gampsorhynchus torquatus) — вид горобцеподібних птахів родини Pellorneidae. Мешкає в Південно-Східній Азії. Раніше вважався конспецифічним з білоголовою тимелією.

## Підвиди
Виділяють три підвиди:
- G. t. torquatus Hume, 1874 — від південної М'янми, північного і західного Таїланду і південного Китаю до північно-західного і південного Лаосу та до центрального і південного В'єтнаму;
- G. t. luciae Delacour, 1926 — від південно-східного Китаю до північно-східного і центрального Лаосу і північного В'єтнаму;
- G. t. saturatior Sharpe, 1888 — Малайський півострів.

## Поширення і екологія
Ясноокі тимелії мешкають в М'янмі, Таїланді, Китаї, Лаосі, В'єтнамі і Малайзії. Вони живуть у вологих рівнинних і гірських тропічних лісах і на луках. Зустрічаються на висоті від 500 до 1800 м над рівнем моря.